# Pinacoteca Eduardo Úrculo
La Pinacoteca municipal Eduardo Úrculo es un centro de arte inaugurado en abril de 2007. Se sitúa en el barrio de El Puente, La Felguera (municipio de Langreo, Asturias). Lleva el nombre del conocido pintor Eduardo Úrculo (Santurce, 1938-Madrid, 2003) por su relación artística y personal con Langreo.

## La pinacoteca

### Arquitectura
El edificio que aloja el centro es un antiguo macelo construido en 1919 por los arquitectos Francisco Casariego y Enrique Rodríguez Bustelo. Restaurado entre 2005 y 2006 por Jovino Martínez Sierra, se compone de cuatro edificios unidos por corredores acristalados. En la restauración se respetó la estructura de los edificios, se derribaron algunos, se conservó un depósito de aguas como elemento singular, y el entramado de raíles por los que circulaban las piezas de carne. El exterior cuenta con una amplia zona ajardinada cercana al río Nalón.

### Colección
En el centro se exponen de manera permanente algunas de las obras pictóricas propiedad del Ayuntamiento de Langreo y provenientes de la donación de la Sociedad Cultural La Carbonera. Dicha colección está compuesta por obras de artistas como Eduardo Úrculo, María Lago, Zuco, Rey Fueyo, Vicente Iglesias, Xulián Fueyo, Gil Morán, Pelayo Ortega, Miguel Galano, Kely y otros. Esta colección está sujeta a rotaciones, asimismo se complementan con ejemplos de arte joven provenientes principalmente del certamen Art Nalón, convocado por el ayuntamiento de Langreo.
La pinacoteca está abierta los viernes, sábados y domingos (este último día sólo mañanas).